# Wurf (Fortpflanzung)

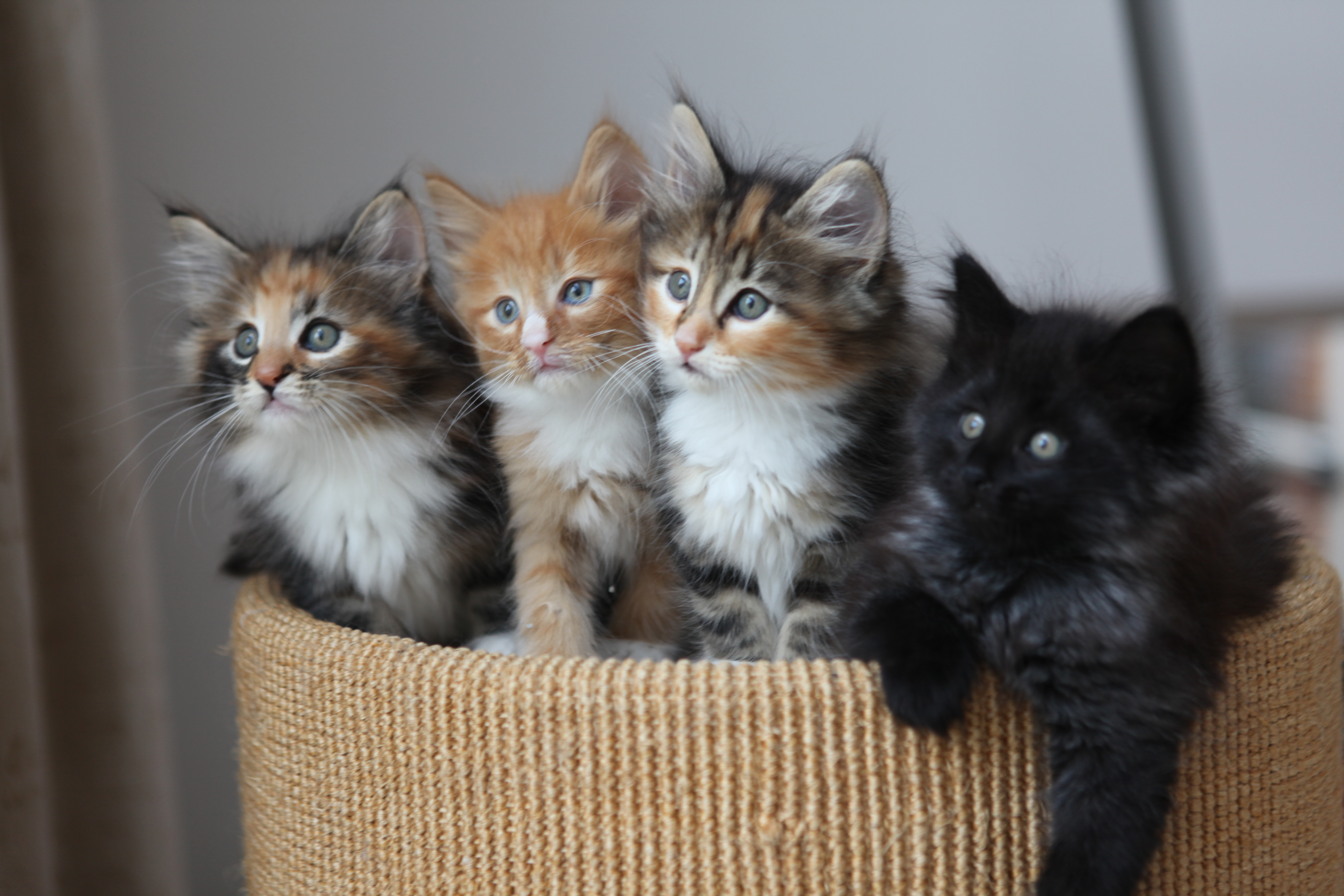
Ein Wurf von vier Hauskätzchen

Ein Wurf bezeichnet bei Säugetieren mehrere Jungtiere, die vom Muttertier nach gleicher Trächtigkeit geboren wurden; das Gebären wird auch Werfen) genannt. Die ungefähre Wurfgröße ist arttypisch und lässt sich nach der Anzahl vorhandener Zitzen abschätzen.
Die Anzahl der Würfe und die Wurfgröße hängen mit der Lebensdauer und ökologischen Faktoren zusammen. Hohe Wurfgrößen kommen eher bei urtümlichen als bei spezialisierten Arten vor, kleine Arten haben häufig höhere Wurfgrößen als große Arten, und bei Nestflüchtern ist die Wurfgröße gegenüber Nesthockern meist reduziert. Die Jungtiere eines Wurfs nennt man Wurfgeschwister.
Die Anzahl der Nachkommen eines Weibchens ergibt sich aus der Anzahl der Würfe und der Wurfgröße. Die meisten Säugetiere bringen mehrmals im Leben Jungtiere zur Welt. Der Abstand zwischen zwei Würfen wird als Wurfabstand in Tagen angegeben und spielt insbesondere in der Schweinezucht als Kenngröße eine Rolle. Selten wirft ein Weibchen nur einmal im Leben.
In einem Wurf bestimmt die Position des Fötus im Uterus den Testosteronspiegel. So haben Individuen, die im Uterus zwischen zwei männlichen Föten lagen, später einen höheren Testosteronspiegel als Tiere, die zwischen zwei weiblichen Föten lagen. Das Aggressionspotential eines Säugetieres wird maßgeblich vom Testosteronspiegel beeinflusst.